# 杉林孝法
杉林　孝法（すぎばやし　たかのり、1976年3月14日 - ）は、日本の陸上競技選手。専門は三段跳。石川県金沢市出身。星稜高等学校から筑波大学を卒業後、ミキハウスに所属したが、ミキハウスの廃部により、チームミズノアスレティックで競技を続けた。引退後は金沢星稜大学で教鞭をとりながら、陸上競技部の指導も行っている

## 経歴
ミキハウスに所属していた2000年7月、南部忠平記念において、日本歴代2位となる17m02を記録し、シドニーオリンピックに出場する。2001年と2003年の世界選手権、2004年のアテネオリンピックにも出場したが、いずれも予選落ちだった。
ミキハウスが廃部になったため、2005年から筑波大学の大学院に編入するとともに、チームミズノアスレティックに加入。現在は、金沢星稜大学の講師を務めている。2007年にも世界選手権に出場した。日本選手権の優勝は7回を数える。

## 主な成績
| 年     | 大会                 | 順位                | 記録  |
| ------ | -------------------- | ------------------- | ----- |
| 1998年 | アジア選手権         | 2位                 | 16m50 |
| 1998年 | アジア大会           | 4位                 |       |
| 1999年 | 世界室内選手権       | 8位                 | 15m97 |
| 2000年 | シドニーオリンピック | 予選落ち（A組7位）  | 16m67 |
| 2001年 | 世界選手権           | 予選落ち（B組9位）  | 16m41 |
| 2003年 | 世界選手権           | 予選落ち（B組9位）  | 16m53 |
| 2003年 | アジア選手権         | 6位                 | 16m23 |
| 2004年 | アテネオリンピック   | 予選落ち（B組21位） | 16m00 |
| 2007年 | 世界選手権           | 予選落ち（A組16位） | 16m21 |